# Ленинский коммунистический союз молодёжи Казахстана

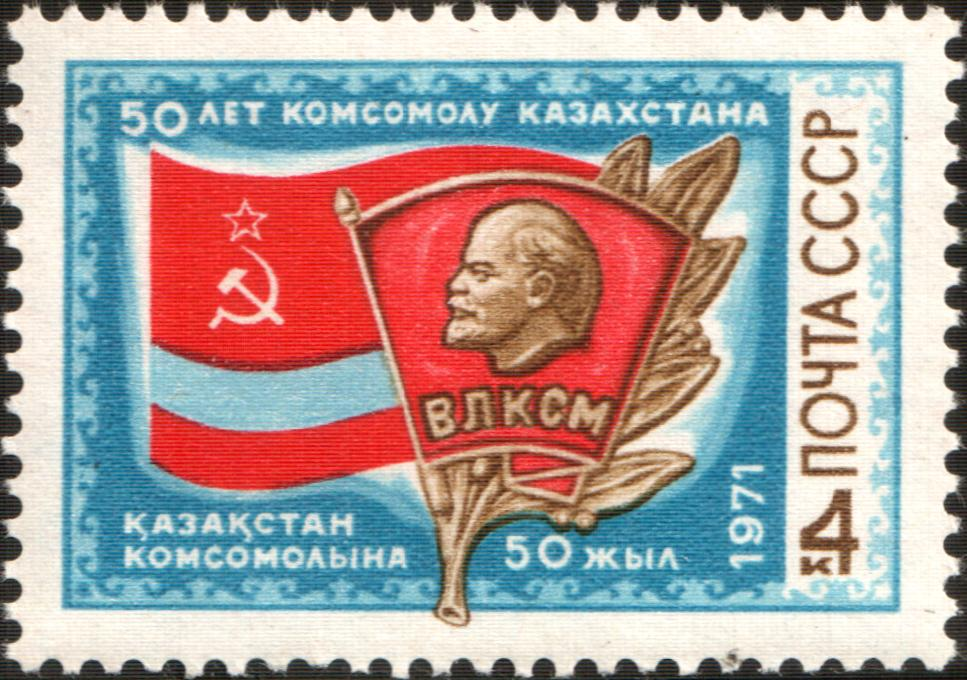
Марка СССРː Комсомольский значок на фоне Государственного флага Казахской ССР и лавровой ветви. Серияː 50-летие комсомола Казахстана

Ленинский коммунистический союз молодёжи Казахстана — коммунистическая по целям, политическому по характеру, самодеятельная по методам работы, единая централизованная организация, объединявшая передовую молодежь Казахской ССР в возрасте от 14 до 28 лет, составная часть и боевой отряд ВЛКСМ.
Работала под руководством ЦК ВЛКСМ и ЦК Компартии Казахстана. Цели и задачи, организационное строение, обязанности и права комсомольцев определены Уставом ВЛКСМ. Важнейший принцип организации структуры — демократический централизм. Высший орган респ. комсомольской организации — съезд, созываемый не реже 1 раза в 4 года; между съездами — ЦК ЛКСМ Казахстана.

## История
Комсомольская ячейка на территории республики возникла в 1919—1920. В 1920 году было создано области Семиреченское бюро РКСМ. 20 апреля 1920 года в Верном открылся 1-й Семиреченский областной съезд РКСМ, делегаты которого представляли 52 комсомольские орг-ции. 9 июля 1920 ЦК РКСМ создал в г. Оренбурге Кыргызского (Казахского) бюро (Кирбюро) ЦК РКСМ, которое под руководством областного бюро РКП (б) развернуло широкую подготовку к 1-й конференции. Она открылась 13 июля 1921 в Оренбурге. Обсуждались вопросы, связанные с участием молодежи республики в социалистическом строительстве, был избран Казахский областной комитет РКСМ, были политический оформлены разрозненные комсомольские организации и объединены в единый Коммунистичий союз молодежи, на учёте в котором состояло 20 тыс. чел. Становление комсомола Казахстана связано с деятельностью видных организаторов молодёжного движения Гани Муратбаева, Сериккали Жакупова, Мирасбека Тулепова, Садыка Нурпеисова, Кайсара Таштитова и др. Комсомольцы сражались на фронтах Гражданской войны, участвовали в коммунистических субботниках, ликвидации неграмотности. В 30-х гг. комсомольцы и молодежь республики строила Балкашский и Карасакпайский медеплавильные заводы, Шымкентский свинцовый, Лениногорский полиметаллический и Актобинский химический комбинаты, угольные шахты Караганды и Ленгера, нефтяные промыслы Эмбы, ж.д. Туркистано-Сибирской и Акмолинск — Карталы, активно участвовали в социалистической переустройстве советской деревни и аула. В 1937 краевая организация была преобразована в ЛКСМ Казахстана, что способствовало её дальнейшему организационно-политическому укреплению. На фронтах Великой Отечественной войны и в тылу проявились мужество и самоотверженность, большевистская принципиальность комсомольцев. В стрелковые, танковые, артиллерийские, минометные и др. ч. Советской Армии ЛКСМ Казахстана направил более 250 тыс. юношей и девушек. Комсомольцы из Казахстана были награждены орденами и медалями. Они внесли значит, вклад в восстановление народного хозяйства, сел и городов страны. Активно участвовали в борьбе за претворение в жизнь решений съезда партий, шефствовали над важнейшими стройками, помогали партии воспитывать молодежь.

## Казахстан
В 1991 на 18 съезде ЛКСМ Казахстана был переименован в ОО «Союз молодёжи Казахстана».